# Waldbrände in Sibirien 2021

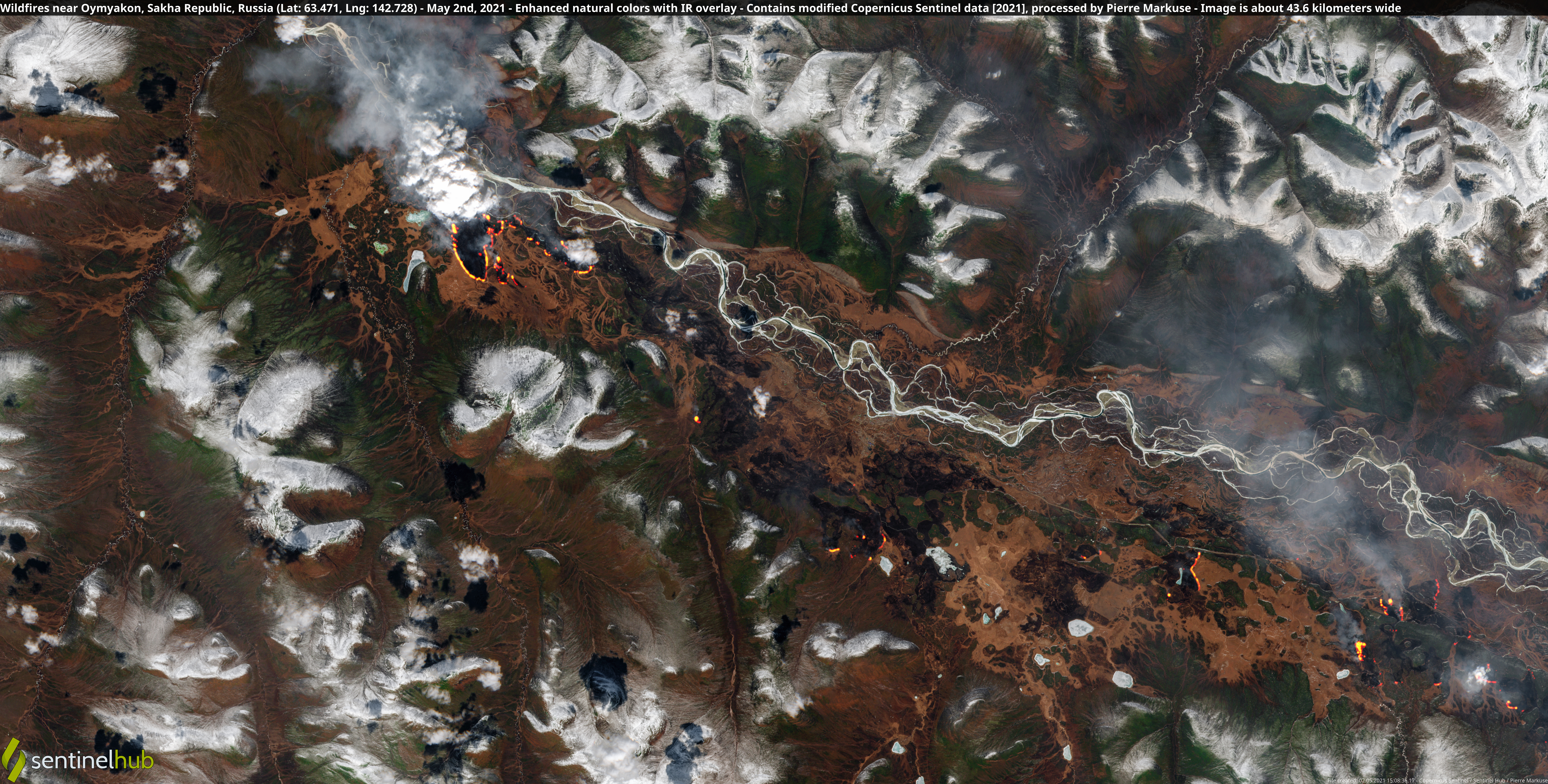
Waldbrände nahe Oimjakon in Jakutien, 2. Mai 2021, farblich bearbeitetes Satellitenbild

Die ersten Waldbrände in Sibirien 2021 traten Mitte April auf. Hitzewellen im Mai und Juni begünstigten  großflächige Waldbrände und Torfbrände.
Russische Behörden meldeten am 14. August 2021 insgesamt 252 Brände auf einer Gesamtfläche von 42.000 Quadratkilometern (zum Vergleich: die Schweiz hat 41.285 km²).
Der russische Präsident Putin nannte das Ausmaß der Naturkatastrophen in seinem Land beispiellos. Russland müsse sich intensiv und systematisch mit Klima- und Umweltfragen auseinandersetzen.
Greenpeace stellte fest, dass sich die Flächen der Waldbrände Mitte April des Folgejahres 2022 im Vergleich zum Vorjahr bereits verdoppelt hätten.

## Waldbrände

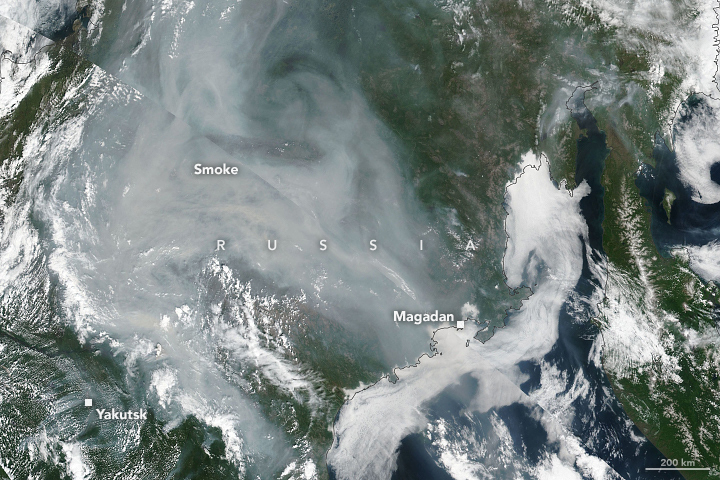
Rauchwolken in Sibirien nahe Jakutsk, 5. Juli 2021

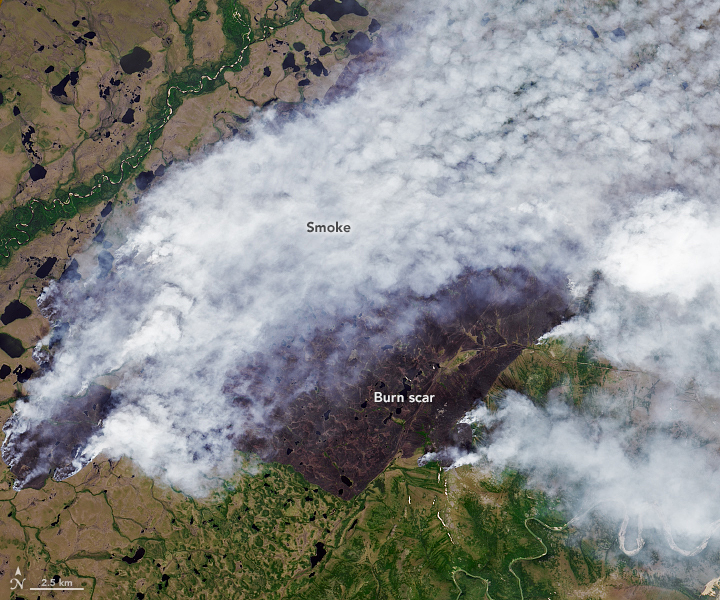
Waldbrände westlich des Penschinabusen am 4. Juli 2021

Über den ersten Waldbrand in Sibirien wurde Mitte April berichtet. Anfang Mai brach ein Waldbrand nahe Oimjakon in Jakutien aus, einem Dorf, das für seine negativen Temperaturrekorde bekannt ist.
Vor allem jedoch ab Juni 2021 brachen in den russischen Taigawäldern in Jakutien und im Föderationskreis Ferner Osten nach der Hitzewelle und Trockenheit großflächige Waldbrände aus.
In Jakutien brannten nach Angaben des Katastrophenschutzministeriums der Republik Sacha am 5. Juli mehr als 250 Feuer auf einer Fläche von etwa 5720 Quadratkilometern. Der NASA-Satellit Aqua sandte auch Bilder von großen Bränden in Kamtschatka. Die Stadt Jakutsk wurde von Rauch überzogen, der Giftstoffe wie Ozon, Benzol und Blausäure enthielt. Die Brände und der Rauch zwangen zur Sperrung der Autobahn  R504 Kolyma.
Es wurde der Notstand ausgerufen, und Militärflugzeuge wurden eingesetzt, um die Brände zu löschen und um Wolken durch 'Impfen' zum Abregnen zu bringen.
Nach Angaben der russischen Forstbehörden waren 2021 Stand 6. August landesweit bereits 11,5 Millionen Hektar Wald verbrannt. Der Jahresdurchschnitt liegt dagegen üblicherweise bei 8,9 Millionen Hektar. In der Region mit knapp einer Million Menschen kämpften etwa 1000 Feuerwehrkräfte und Freiwillige gegen die Flammen. Sie schafften es gerade, Siedlungen, nicht aber die Wälder vor den Bränden zu schützen. Alleine mit Stand 8. August standen 3,5 Millionen Hektar Wald in Flammen, eine Fläche, die etwa der Größe von Baden-Württemberg entspricht. Ein Greenpeace-Forstexperte sprach von den schlimmsten Waldbränden in Russland seit Beginn der Aufzeichnungen. Bedroht waren zu dem Zeitpunkt u. a. verschiedene Siedlungen und Städte, darunter die Stadt Sarow mit dem dortigen Atomkraftforschungszentrum sowie die Ortschaft Sangar mit dem dortigen Öllager. In Sangar wurde der Ausnahmezustand ausgerufen.
Durch die Brände können große Mengen an Kohlenstoff aus bisherigen Permafrostböden freigesetzt werden, insbesondere aus Torfgebieten, die noch aus dem Vorjahr brannten. Durch die Feuer wurden alleine in Russland zwischen Juni und August 2021 ca. 970 Millionen Tonnen Kohlenstoffdioxid freigesetzt. In der gesamten Nordhalbkugel wurden im Juli und August mehr als 2,6 Mrd. Tonnen  CO2 emittiert, der höchste jemals ermittelte Wert seit Beginn der Aufzeichnungen im Jahr 2003.
Schwierigkeiten bei der Überwachung tragen dazu bei, dass Brände erst entdeckt werden, wenn sie schon relativ groß sind.
Die Waldbrandsaison in Sibirien endet üblicherweise Ende Oktober.